# Turó de la Fleca
El Turó de la Fleca és una muntanya de 293 metres que es troba al municipi de Sitges, a la comarca del Garraf.